# Acido ippurico
L'acido ippurico (dal greco urina di cavallo), noto anche come benzoilglicina, è un acido carbossilico e un'ammide. Può essere visto come l'ammide ottenibile per reazione tra l'acido benzoico ed il gruppo amminico della glicina. Deve il suo nome al fatto di essere stato isolato per la prima volta (nel 1829) dall'urina di equini, da Justus von Liebig.
A temperatura ambiente è un solido bianco solubile in acqua, cui impartisce una reazione acida: una soluzione di 10 g/L ha pH compreso tra 2,5 e 3,5. In presenza di basi acquose, subisce una rapida idrolisi ad acido benzoico e glicina.

## Sintesi
Può essere sintetizzato in laboratorio per reazione tra glicina e cloruro di benzoile in presenza di NaOH. Si forma così l'ippurato sodico che per acidificazione con HCl in soluzione acquosa lascia depositare l'acido ippurico.

## Biochimica
È il prodotto del metabolismo di numerosi composti aromatici, tra cui l'acido benzoico e il toluene. Quest'ultimo deve andare incontro in primo luogo all'ossidazione del gruppo metilico in carbossile e, successivamente, a coniugazione con glicina.
L'acido ippurico si ritrova in elevate quantità nel sangue dei pazienti affetti da insufficienza renale cronica, assieme al suo derivato para-idrossilato (acido p-idrossi-ippurico). Quest'ultimo è ritenuto essere una delle tossine uremiche responsabili del decadimento organico in questa sindrome, in particolare del tessuto cardiaco. Infatti, pare che questa molecola interferisca con il funzionamento della pompa del calcio nel reticolo sarcoplasmatico delle cellule miocardiche e provochi deficit di contrattilità.
Esiste invece un altro derivato, l'acido p-amminoippurico (PAI) che viene usato in medicina per alcuni test di nefrologia. Infatti, questo composto viene efficientemente filtrato a livello glomerulare. Dalla velocità con cui esso viene eliminato si può risalire a certi parametri di efficienza del rene come filtro organico. Ne esiste anche un derivato coniugato con un isotopo radioattivo dell'elemento tulio, che verrà impiegato come nuovo agente dello studio della funzionalità renale in medicina nucleare.